# Frank Ferguson
Frank Ferguson (* 25. Dezember 1899 in Ferndale, Kalifornien; † 12. September 1978 in Los Angeles, Kalifornien) war ein US-amerikanischer Schauspieler.

## Leben
Frank Ferguson, mit markanten Gesichtszügen und einem großen Schnurrbart ausgestattet, wirkte zwischen 1940 und 1976 an rund 320 Film- und Fernsehproduktionen mit. Er begann mit kleinen Nebenrollen, erst im Laufe der 1940er-Jahre erhielt er vermehrt nennenswertere, im Abspann erwähnte Filmauftritte. Besonders häufig spielte Ferguson in Westernfilmen und -serien, in denen er oft in respektabel wirkenden Rollen als Sheriff, Richter oder einflussreicher Bürger auftrat. Insgesamt war sein Rollenspektrum aber sehr breit, er verkörperte strenge Militäroffiziere, korrupte Geschäftsleute als auch dominierte Ehemänner. In den 1950er-Jahren begann er zunehmend für das Fernsehen zu arbeiten, wobei er regelmäßige Auftritte in der Kinderserie My Friend Flicka (als schwedischer Ranchmitarbeiter einer Westernfamilie) und in der Seifenoper Peyton Place (als Dorfbewohner Eli Carson in insgesamt 179 Folgen) übernahm. Nach seinem letzten Kinofilm Entscheidung am Big Horn im Jahr 1965 arbeitete er ausschließlich für das US-Fernsehen, zuletzt 1976 als Gastdarsteller in der populären Serie Unsere kleine Farm.
Vor seiner Filmkarriere hatte Ferguson zunächst als Theaterschauspieler gearbeitet, unter anderem am Pasadena Playhouse, bei dem er auch als Theaterregisseur arbeitete. Ferguson hatte Schauspielerei an der University of California und der Cornell University studiert, an beiden Universitäten sowie dem Pasadena Playhouse unterrichtete er später auch als Dozent Schauspiel. Zu seinen Schauspielschülern zählen unter anderem Dana Andrews, George Reeves, Robert Preston und Victor Mature. Frank Ferguson starb, zwei Jahre nach seiner letzten Fernsehrolle, im Alter von 78 Jahren an einer Krebserkrankung.

## Filmografie (Auswahl)

### Kino
- 1940: Der junge Tom Edison (Young Tom Edison)
- 1941: Sein letztes Kommando (They Died with Their Boots On)
- 1941: Reich wirst du nie (You'll Never Get Rich)
- 1942: Die Narbenhand (This Gun for Hire)
- 1942: Piraten im karibischen Meer (Reap the Wild Wind)
- 1942: 10 Leutnants von West-Point (Ten Gentlemen from West Point)
- 1943: Botschafter in Moskau (Mission to Moscow)
- 1945: Dolly Sisters (The Dolly Sisters)
- 1946: Feuer am Horizont (Canyon Passage)
- 1946: Tag und Nacht denk’ ich an Dich (Night and Day)
- 1947: California
- 1947: Mit Gesang geht alles besser (Welcome Stranger)
- 1947: Besuch in Kalifornien (The Man I Love)
- 1947: Ich heirate dich doch (That Wonderful Urge)
- 1947: Der Weg nach Rio (Road to Rio)
- 1947: Liebe in Fesseln (Cass Timberlane)
- 1947: Pauline, laß das Küssen sein (The Perils of Pauline)
- 1947: Die Farmerstochter (The Farmer's Daughter)
- 1947: Brennende Grenze (The Fabulous Texan)
- 1947: Geheimagent T (T-Men)
- 1947: Mädchen für Hollywood (Variety Girl)
- 1947: They Won’t Believe Me
- 1948: Die Glocken von Coaltown (The Miracle of the Bells)
- 1948: Abbott und Costello treffen Frankenstein (Abbott and Costello Meet Frankenstein)
- 1948: Rachel und der Fremde (Rachel and the Stranger)
- 1948: Bis zum letzten Mann (Fort Apache)
- 1948: Sie leben bei Nacht (They Live By Night)
- 1948: The Babe Ruth Story
- 1948: Achtung! Atomspione! (Walk a Crooked Mile)
- 1948: Ich heirate dich doch (That Wonderful Urge)
- 1949: Gefangen (Caught)
- 1949: Tänzer vom Broadway (The Barkleys of Broadway)
- 1949: Entscheidung am Fluß (Roseanna McCoy)
- 1949: Unerschütterliche Liebe (Shockproof)
- 1949: Ein Fall für Detektiv Landers (Homicide)
- 1949: Die China-Mission (State Department: File 649)
- 1949: Leicht französisch (Slightly French)
- 1949: Liebe auch ohne Patent (Free for All)
- 1950: The West Point Story
- 1950: Ein charmanter Flegel (Key to the City)
- 1950: Gnadenlos gehetzt (The Lawless)
- 1950: Die Farm der Besessenen (The Furies)
- 1950: Revolverlady (Frenchie)
- 1950: Der einsame Champion (Right Cross)
- 1950: Brustbild, bitte! (Watch the Birdie)
- 1951: On Dangerous Ground
- 1951: The Model and the Marriage Broker
- 1951: Cornelia tut das nicht (Elopement)
- 1951: In Rache vereint (The Great Missouri Raid)
- 1951: Der Mordprozeß O’Hara (The People Against O’Hara)
- 1951: Unsichtbare Gegner (Santa Fe)
- 1951: Strandräuber in Florida (The Barefoot Mailman)
- 1952: Flucht vor dem Tode (The Cimarron Kid)
- 1952: Meuterei am Schlangenfluß (Bend of the River)
- 1952: Vater werden ist nicht schwer (Room for One More)
- 1952: Happy-End … und was kommt dann? (The Marrying Kind)
- 1952: It Grows on Trees
- 1952: Models Inc.
- 1952: Die goldene Nixe (Million Dollar Mermaid)
- 1952: Hat jemand meine Braut gesehen? (Has Anybody Seen My Gal?)
- 1952: Engel der Gejagten (Rancho Notorious)
- 1952: Tommy macht das Rennen (Boots Malone)
- 1952: Liebe, Pauken und Trompeten (Stars and Stripes Forever)
- 1952: Im Banne des Teufels (The Iron Mistress)
- 1953: Ein Lied, ein Kuß, ein Mädel (The Stars Are Singing)
- 1953: Ärger auf der ganzen Linie (Trouble Along the Way)
- 1953: Panik in New York (The Beast from 20,000 Fathoms)
- 1953: Das Kabinett des Professor Bondi (House of Wax)
- 1953: Gardenia – Eine Frau will vergessen (The Blue Gardenia)
- 1953: Big Leaguer
- 1953: Auf verlorenem Posten (The Lone Hand)
- 1955: Man soll nicht mit der Liebe spielen (Young at Heart)
- 1954: Kampfstaffel Feuerdrachen (Dragonfly Squadron)
- 1954: Ein neuer Stern am Himmel (A Star is Born)
- 1954: Der einsame Adler (Drum Beat)
- 1954: Johnny Guitar – Wenn Frauen hassen (Johnny Guitar)
- 1954: Schwarzer Freitag (Black Tuesday)
- 1955: Rauhe Gesellen (The Violent Men)
- 1955: Urlaub bis zum Wecken (Battle Cry)
- 1955: The Battle of Gettysburg (Kurzfilm, Stimme)
- 1955: Das Schloß im Schatten (Moonfleet)
- 1955: Ein Mann wie der Teufel (A Lawless Street)
- 1955: Wolkenstürmer (The McConnell Story)
- 1958: Der Mann aus dem Westen (Man of the West)
- 1958: Sturm über Texas (Terror in a Texas Town)
- 1960: Sunrise at Campobello
- 1961: Die unteren Zehntausend (Pocketful of Miracles)
- 1964: Wiegenlied für eine Leiche (Hush... Hush, Sweet Charlotte)
- 1965: Entscheidung am Big Horn (The Great Sioux Massacre)

### Fernsehen
- 1952: Redbound (1 Folge)
- 1953–1954: Topper (4 Folgen)
- 1954–1971: Lassie (7 Folgen)
- 1955–1956: Flicka (39 Folgen)
- 1958–1962: Maverick (6 Folgen)
- 1958–1962: Bronco (3 Folgen)
- 1958–1965: Perry Mason (4 Folgen)
- 1959–1961: Am Fuß der blauen Berge (Laramie; 3 Folgen)
- 1960–1965: The Andy Griffith Show (5 Folgen)
- 1961: Hawaiian Eye (1 Folge)
- 1962: 77 Sunset Strip (2 Folgen)
- 1963: Die Leute von der Shiloh Ranch (The Virginan; 1 Folge)
- 1964: Twilight Zone (Folge King of the Nile)
- 1964: Temple Houston (6 Folgen)
- 1964–1969: Peyton Place (179 Folgen)
- 1971: Cannon (1 Folge)
- 1972: Alias Smith & Jones (1 Folge)
- 1973: Kung Fu (1 Folge)
- 1976: Die Waltons (The Waltons; 1 Folge)
- 1976: Unsere kleine Farm (Little House on the Prairie; 1 Folge)